# Edith River (Fergusson River)
Der Edith River ist ein Fluss im Norden des australischen Territoriums Northern Territory.

## Geografie

### Flusslauf
Der Fluss entspringt in der Südwestecke des Nitmiluk-Nationalparks und verläuft zunächst in südlicher Richtung bis zu Edith Falls, noch innerhalb des Nationalparks. Dann wendet er seinen Lauf nach Westen und unterquert den Stuart Highway in der Kleinstadt Edith River. 15 km weiter, bei der Siedlung Marilliyum, mündet er in den Fergusson River.

### Nebenflüsse mit Mündungshöhen
- Stow Creek – 116 m
- Phillips Creek – 115 m[1]

### Durchflossene Seen
- Lake Malkyullumbo – 179 m[1]